# Calpensia nobilis
Calpensia nobilis is een mosdiertjessoort uit de familie van de Microporidae. De wetenschappelijke naam van de soort is, als Cellepora nobilis, voor het eerst geldig gepubliceerd in 1796 door Esper.